# Unione Sportiva Foggia 1950-1951
Questa voce raccoglie le informazioni riguardanti l'Unione Sportiva Foggia nelle competizioni ufficiali della stagione 1950-1951.

## Rosa
| N. |                     | Ruolo | Calciatore          |
| -- | ------------------- | ----- | ------------------- |
|    | Italia (bandiera)   | P     | Antonio Bisson      |
|    | Italia (bandiera)   | A     | Giovanni Bratta     |
|    | Italia (bandiera)   | C     | Marino Brenco       |
|    | Italia (bandiera)   | D     | Luigi Buin          |
|    | Italia (bandiera)   | A     | Marino Di Fonte     |
|    | Italia (bandiera)   | C     | Vincenzo Ferrante   |
|    | Ungheria (bandiera) | A     | Paolo Kovi          |
|    | Italia (bandiera)   | A     | Berardo Lanciaprima |

| N. |                   | Ruolo | Calciatore          |
| -- | ----------------- | ----- | ------------------- |
|    | Italia (bandiera) | D     | Giorgio Lazzeri     |
|    | Italia (bandiera) | C     | Arnaldo Leonzio     |
|    | Italia (bandiera) | A     | Virgilio Nicoli     |
|    | Italia (bandiera) | D     | Bruno Olivato       |
|    | Italia (bandiera) | P     | Rino Pandolfo       |
|    | Italia (bandiera) | A     | Giorgio Sbardellini |
|    | Italia (bandiera) | A     | Luigi Silvestri     |